# Alfabeto de Pollard
El alfabeto de Pollard, también conocido como miao Pollard (en chino, 柏格理苗文; pinyin, Bó Gélǐ Miáo-wén)) o sencillamente alfabeto miao, es una escritura alfasilábica  inventada por el misionero metodista británico Sam Pollard para el idioma a-hmao y otras lenguas hmong (miao) basado en algunas letras latinas y formas geométricas combinadas con marcas de tono. La escritura sufrió varias revisiones hasta 1936, cuando se publicó una traducción del Nuevo Testamento con ella.
Pollard atribuyó la idea básica de esta escritura al silabario cree diseñado por James Evans entre 1838 y 1841: «Al resolver el problema, recordamos el caso del silabario utilizado por un misionero metodista entre los indígenas de Norteamérica y decidimos seguir su ejemplo». También atribuyó el mérito a un pastor chino: «Stephen Lee me ayudó muy hábilmente en este asunto, y finalmente llegamos a un sistema».
La introducción de materiales cristianos que usaban este alfabeto inventado por Pollard tuvo un gran impacto entre el pueblo miao, quizá motivado por como tenían una leyenda sobre cómo sus antepasados poseían una escritura, pero la perdieron. Según la leyenda, la escritura sería recuperada algún día. Cuando se introdujo, muchos miao vinieron de lejos para verla y aprenderla. Los cambios políticos en China llevaron al uso de otras escrituras rivales, la mayoría de las cuales eran romanizaciones con alfabeto latino. El alfabeto Pollard sigue siendo popular entre el pueblo hmong de China, aunque los hmong de fuera de China suelen usar otras escrituras alternativas. En 1988 se completó una revisión de la escritura, que sigue en uso.
Como ocurre con otras escrituras alfasilábicas, las letras Pollard representan consonantes, mientras que las vocales se indican mediante diacríticos. Sin embargo, la posición de este diacrítico varía para representar el tono. Por ejemplo, en hmong occidental, colocar el diacrítico vocal encima de la consonante indica que la sílaba tiene un tono alto, mientras que colocarlo abajo a la derecha indica un tono bajo.

## Letras
La escritura fue inventada para el idioma a-hmao y fue pronto adoptada por el idioma lipo. En 1949 fue adaptado para el miao de Sichuan. Existe otra adaptación para el idioma nasu.

### Consonantes
| 𖼀              | 𖼁          | 𖼂           | 𖼃       | 𖼄          |
| -------------- | ---------- | ----------- | ------- | ---------- |
| PA             | BA         | YI PA       | PLA     | MA         |
| 𖼅              | 𖼆          | 𖼇           | 𖼈       | 𖼉          |
| MHA            | MA arcaico | FA          | VA      | VFA        |
| 𖼊              | 𖼋          | 𖼌           | 𖼍       | 𖼎          |
| TA             | DA         | YI TTA      | YI TA   | TTA        |
| 𖼏              | 𖼐          | 𖼑           | 𖼒       | 𖼓          |
| DDA            | NA         | NHA         | YI NNA  | NA arcaico |
| 𖼔              | 𖼕          | 𖼖           | 𖼗       | 𖼘          |
| NNA            | NNHA       | LA          | LYA     | LHA        |
| 𖼙              | 𖼚          | 𖼛           | 𖼜       | 𖼝          |
| LHYA           | TLHA       | DLHA        | TLHYA   | DLHYA      |
| 𖼞              | 𖼟          | 𖼠           | 𖼡       | 𖼢          |
| KA             | GA         | YI KA       | QA      | QGA        |
| 𖼣              | 𖼤          | 𖼥           | 𖼦       | 𖼧          |
| NGA            | NGHA       | NGA arcaico | HA      | XA         |
| 𖼨              | 𖼩          | 𖼪           | 𖼫       | 𖼬          |
| GHA            | GHHA       | TSSA        | DZZA    | NYA        |
| 𖼭              | 𖼮          | 𖼯           | 𖼰       | 𖼱          |
| NYHA           | TSHA       | DZHA        | YI TSHA | YI DZHA    |
| 𖼲              | 𖼳          | 𖼴           | 𖼵       | 𖼶          |
| TSHA reformado | SHA        | SSA         | ZHA     | ZSHA       |
| 𖼷              | 𖼸          | 𖼹           | 𖼺       | 𖼻          |
| TSA            | DZA        | YI TSA      | SA      | ZA         |
| 𖼼              | 𖼽          | 𖼾           | 𖼿       | 𖽀          |
| ZSA            | ZZA        | ZZSA        | ZZA     | ZZYA       |
| 𖽁              | 𖽂          | 𖽃           | 𖽄       | 𖽅          |
| ZZSYA          | WA         | AH          | HHA     | BRI        |
| 𖽆              | 𖽇          | 𖽈           | 𖽉       | 𖽊          |
| SYI            | DZYI       | TE          | TSE     | RTE        |

### Vowels and finals
| 𖽔              | 𖽕     | 𖽖               | 𖽗    |
| ------------- | ---- | -------------- | --- |
| A             | AA   | AHH            | AN  |
| 𖽘              | 𖽙     | 𖽚               | 𖽛    |
| ANG           | O    | OO             | WO  |
| 𖽜              | 𖽝     | 𖽞               | 𖽟    |
| W             | E    | EN             | ENG |
| 𖽠              | 𖽡     | 𖽢               | 𖽣    |
| OEY           | I    | IA             | IAN |
| 𖽤              | 𖽥     | 𖽦               | 𖽧    |
| IANG          | IO   | IE             | II  |
| 𖽨              | 𖽩     | 𖽪               | 𖽫    |
| IU            | ING  | U              | UA  |
| 𖽬              | 𖽭     | 𖽮               | 𖽯    |
| UAN           | UANG | UU             | UEI |
| 𖽰              | 𖽱     | 𖽲               | 𖽳    |
| UNG           | Y    | YI             | AE  |
| 𖽴              | 𖽵     | 𖽶               | 𖽷    |
| AEE           | ERR  | ERR redondeado | ER  |
| 𖽸              | 𖽹     | 𖽺               | 𖽻    |
| ER redondeado | AI   | EI             | AU  |
| 𖽼              | 𖽽     | 𖽾               | 𖽿    |
| OU            | N    | NG             | UOG |
| 𖾀              | 𖾁     | 𖾂               | 𖾃    |
| YUI           | OG   | OER            | VW  |
| 𖾄              | 𖾅     | 𖾆               | 𖾇    |
| IG            | EA   | IONG           | UI  |

### Posiconamiento de las marcas tonales
| 𖾏        | 𖾐                 | 𖾑         | 𖾒         |
| ------- | ---------------- | -------- | -------- |
| Derecho | Superior derecho | Superior | Inferior |

### Marcas tonales en la línea base
| 𖾓      | 𖾔      | 𖾕      | 𖾖      | 𖾗      | 𖾘      | 𖾙      |
| ------ | ------ | ------ | ------ | ------ | ------ | ------ |
| Tono 2 | Tono 3 | Tono 4 | Tono 5 | Tono 6 | Tono 7 | Tono 8 |

### Marcas tonales arcaicas en la línea base
| 𖾚                | 𖾛                | 𖾜                | 𖾝                | 𖾞                | 𖾟                |
| ---------------- | ---------------- | ---------------- | ---------------- | ---------------- | ---------------- |
| Tono reformado 1 | Tono reformado 2 | Tono reformado 4 | Tono reformado 5 | Tono reformado 6 | Tono reformado 8 |